# Малин, Анатолий Петрович
Анато́лий Петро́вич Ма́лин (1916—1998) — советский военнослужащий, участник Великой Отечественной войны, Герой Советского Союза.

## Биография
А. П. Малин родился в 1916 году в Тамбове. Закончил 5 классов и школу ФЗУ, работал слесарем на заводе в городе Котовске. В Красной армии с 1934 года. Член КПСС. В 1938 году окончил Саратовское бронетанковое училище, в 1940 — Чкаловское военное авиационное училище лётчиков, участвовал в советско-финской войне (1939—1940).

## Великая Отечественная война
В Великой Отечественной войне Анатолий Петрович участвовал в качестве штурмана эскадрильи в составе 140-го бомбардировочного авиационного полка (276-я бомбардировочная авиационная дивизия, 1-я воздушная армия) на Западном, Сталинградском, 3-м Белорусском фронтах. Анатолий Петрович совершил 182 боевых вылета на пикирующем бомбардировщике, уничтожив множество важных объектов противника, тем самым нанеся противнику большой урон. Звание Героя Советского Союза присвоено 29 июня 1945 года.

## После войны
После окончания войны А. П. Малин продолжал службу в ВВС СССР. В 1947 году окончил высшую офицерскую авиационную школу штурманов. В 1957 году уволился в запас в звании майора. Жил в Тамбове. Скончался 17 декабря 1998 года. Похоронен на Воздвиженском кладбище.

## Награды
- Герой Советского Союза (медаль «Золотая Звезда»);
- два ордена Красного Знамени;
- Орден Александра Невского;
- орден Отечественной войны 1-й степени;
- орден Красной Звезды.

## Память
В городе Котовске, на аллее героев и на центральной площади города, есть экспозиции, посвящённые герою.